# Jean Leonetti
Jean Leonetti (ur. 9 lipca 1948 w Marsylii) – francuski polityk i lekarz, parlamentarzysta, samorządowiec, w latach 2011–2012 minister ds. europejskich.

## Życiorys
Z zawodu lekarz kardiolog. W 1995 został wybrany na stanowisko mera Antibes, uzyskując reelekcję w kolejnych wyborach: w 2001, 2008, 2014 i 2020. W 1997 uzyskał po raz pierwszy mandat posła do Zgromadzenia Narodowego. Był ponownie wybierany do niższej izby francuskiego parlamentu w każdych następnych wyborach w 2002, 2007 i 2012 w jednym z okręgów Alp Nadmorskich. W czerwcu 2011 wszedł w skład trzeciego rządu François Fillona jako minister ds. europejskich (podległy ministrowie spraw zagranicznych), zastępując w ramach dokonanej rekonstrukcji Laurenta Wauquieza. Urząd ten sprawował do maja 2012.
Był jednym z liderów Partii Radykalnej, działającej w ramach Unii na rzecz Demokracji Francuskiej i następnie stowarzyszonej z Unią na rzecz Ruchu Ludowego. W XIV kadencji Zgromadzenia Narodowego znalazł się w tej grupie posłów radykałów, którzy pozostali we frakcji UMP wbrew stanowisku Jeana-Louisa Borloo.
Na początku 2018 został przewodniczącym rady krajowej powstałych na bazie UMP Republikanów, zastępując Luca Chatela. W czerwcu 2018 został także pierwszym wiceprzewodniczącym partii w miejsce Virginie Calmels, pełnił tę funkcję do października 2019. W 2019 przez pewien czas tymczasowo kierował swoim ugrupowaniem.